# 坎貝爾 (內布拉斯加州)
坎貝爾（英語：Campbell）是位於美國內布拉斯加州富蘭克林縣的村。

## 人口
根據2020年美國人口普查的數據，坎貝爾的面積為1.07平方千米，皆為陸地。當地共有人口272人，而人口密度為每平方千米254人。